# Депортація радянських німців під час Другої світової війни
Депортація радянських німців під час другої світової війни — серія заходів радянського керівництва з усунення радянських німців з життя країни. Підрозділялися на депортацію та «вилучення» з лав РСЧА.

## Передумови
Попри вимоги радянського керівництва виявити мережі агентів Німеччини серед німців Приволжя, таких даних місцеве відділення НКВС подати не зуміло.

## Депортація
28 серпня 1941 року було прийнято Указ Президії Верховної Ради СРСР «Про переселення німців, які проживають в районах Поволжя». Їх депортацію в Сибір і Казахстан було проведено у вересні 1941. За поволзькими німцями до кінця року послідувало переселення на схід всіх інших радянських німців, які проживали в Європейській частині СРСР. 

## Вилучення з лав РСЧА

### Вилучення з відповідальних посад
У липні 1941 року у війська надійшов наказ про зняття військовослужбовців-німців рядового складу з відповідальних посад. Німців прибирали з посад снайперів, радистів, спостерігачів, кулеметників, автоматників, мінометників, перших номерів артилерійських розрахунків. Їх ставили на другорядні посади стрільців, візників і т. ін. Цей наказ до початку серпня в цілому був виконаний.

### Вилучення всіх німців
Масове вилучення німців з армії тривало з 8 вересня і до кінця 1941. Підставою для цього стала директива наркома оборони № 35105с від 8 вересня 1941 року. Директива наказувала вилучити всіх німців з бойових частин і підрозділів і направити їх у будівельні батальйони.